# Chiusa Sclafani
Chiusa Sclàfani è un comune italiano di 2 410 abitanti della città metropolitana di Palermo in Sicilia.

## Geografia fisica

### Territorio
Situato a 658 metri sul livello del mare su di un pendio delimitato in parte dalla Serra dell'Omo Morto, dista 77 km da Palermo e 80 km da Agrigento. Posto al margine sud-occidentale dei cosiddetti Monti Sicani, nella regione del corleonese, il territorio di Chiusa si estende nello spartiacque tra la Valle del fiume Belice e quella del fiume Sosio. L'orografia è prevalentemente collinare, tuttavia presenta, in alcune contrade, terreni fortemente accidentati e impervi che non consentono coltivazioni di alcun genere.
Nella parte orientale ed in quella meridionale il territorio è delimitato dal corso del Sosio, che scorre qui tra profonde gole boscose, per aprirsi, oltre lo stretto di Chiusa e il Castello Gristia verso la pianura di San Carlo; al limite occidentale scorre il torrente Maltempo; nella parte settentrionale, il Monte Triona e il Monte Colomba separano il territorio di Chiusa Sclafani da quelli di Bisacquino, di Campofiorito e Prizzi.
Il territorio chiusese comprende la frazione di San Carlo.

## Storia
La cittadina fu fondata agli inizi del Trecento dal conte Matteo Sclafani, che ampliò il casale preesistente del periodo medievale, "Chiusa la vecchia", a circa due chilometri dall'attuale centro abitato. La scoperta di una necropoli, avvenuta nel 1877, lascerebbe pensare che sia esistito davvero un agglomerato urbano più antico, in un sito poco distante dall'attuale paese. Comunque, la storia di Chiusa (Sclafani - il cognome del conte - fu aggiunto nel 1863) è legata all'avvicendarsi delle famiglie feudali che l'hanno posseduta: dagli Sclafani ai Peralta, ai Cordona, ai Gioeni e ai Colonna. Appartiene al comune di Chiusa Sclafani la frazione di San Carlo, fondata da Ido Lercari con "licentia populandi" del 15 luglio 1628. Fino a 50 anni fa era un'importante stazione ferroviaria, punto di snodo della Ferrovia Palermo-Corleone-San Carlo-Burgio.

## Monumenti e luoghi d'interesse

### Architetture religiose
- Chiesa di San Sebastiano, di costruzione secentesca. La struttura presenta una semplice facciata che lo rende quasi anonimo, ma l'interno, ad unica navata, è un merletto continuo di stucchi, medaglioni, intarsi e affreschi tutti datati tra il XVII e il XVIII secolo, apparato decorativo realizzato da Vincenzo Messina, seguace e collaboratore di Giacomo Serpotta. Edificata tra il 1623 e il 1627 dal sacerdote Paolo Paternostro, fu arricchito sotto la signoria del Principe Marco Antonio Colonna e per molti anni servì come Pantheon alla stessa famiglia. In questo luogo di sfarzo e preghiera si raccoglieva Donna Isabella-Gioeni Colonna, moglie del principe Marco Antonio Colonna, le cui spoglie riposano proprio in questo sacro luogo.

- Monastero di San Leonardo,  (XV sec),  parte integrante del convento dei Padri Olivetani posto sul colle che domina il paese. Il fabbricato è costituito da tre grandi ali attorno ad un cortile triangolare di stile rinascimentale, ad oggi al suo interno è situato l'Hortus Cerasi (giardino dei ciliegi).

- Chiesa Madre, dedicata San Nicola di Bari, dove si trovano diverse opere d'arte.

- Chiesa di San Antonio Abate, ad unica navata, conserva stucchi e pitture di fine 700 ad essa vi era l'ex convento dei pp. conventuali.

- Chiesa dì Santa Caterina v.m., sono conservati dipinti settecenteschi: la Madonna del Rosario, un'acquasantiera del 1500 decorata con un rilievo di Santa Caterina (del Gagini) e due altari in alabastro del XVII secolo.

- Chiesa di Santa Maria Assunta, con la facciata barocca.

## Società

### Evoluzione demografica
Nel 1951 il centro abitato contava a 6 193 abitanti, che si sono notevolmente ridotti in seguito a fenomeni di emigrazione, dovuti probabilmente all'evento sismico del 1968. Oggi il paese ha una popolazione di 2 994 unità.
L'abitato, adagiato sulle pendici del colle Omo Morto, è segnato dal solco di un torrente o "Vallone" (oggi coperto) si tratta di una fascia scarsamente urbanizzata, soggetta a frane e smottamenti, che separa, ma nello stesso tempo connette i quartieri orientali e quelli occidentali e che certamente ha reso problematica la comprensione delle varie fasi di formazione e di sviluppo dell'abitato stesso.
Abitanti censiti

## Cultura

### Musica
Ha sede nel comune il Complesso bandistico Gioacchino Rossini, le cui origini risalgono al 1880. Ebbe il suo periodo migliore negli anni 1930, ne sono testimonianza oltre alle quattro medaglie d'oro vinte in concorsi dopolavoristici provinciali, la medaglia d'argento del concorso bandistico nazionale di Roma del 1935 conclusosi con un maxi concerto diretto occasionalmente dal maestro Pietro Mascagni, e al ritorno a Roma nel 1938 in occasione della venuta di Hitler in Italia. Negli anni recenti il complesso bandistico ha partecipato a vari raduni e si è esibito in innumerevoli concerti in giro per la Sicilia.

## Economia
La principale attività economica della cittadina è fondamentalmente agricola. Si coltivano: frumento, olivi, ciliegie, vite (con una produzione limitata a soddisfare i bisogni del centro) e, nella parte meridionale bagnata dal Sosio, pesche ed agrumi. Non sono presenti a Chiusa Sclafani insediamenti industriali; uniche strutture per la trasformazione dei prodotti agricoli sono un mulino ed i diversi frantoi. Sono presenti inoltre vari insediamenti di attività manifatturiere e artigiane di piccola o piccolissima entità.
Il territorio di Chiusa Sclafani è compreso nella zona di produzione dell'Arancia di Ribera D.O.P.

## Amministrazione
Di seguito è presentata una tabella relativa alle amministrazioni che si sono succedute in questo comune.
| Periodo          | Periodo          | Primo cittadino      | Partito                       | Carica  | Note  |
| ---------------- | ---------------- | -------------------- | ----------------------------- | ------- | ----- |
| 29 giugno 1989   | 22 novembre 1993 | Salvatore Pollichino | Democrazia Cristiana          | Sindaco | [ 6 ] |
| 23 novembre 1993 | 1º dicembre 1997 | Salvatore Pollichino | -                             | Sindaco | [ 6 ] |
| 1º dicembre 1997 | 28 maggio 2002   | Giuseppe Bilello     | lista civica                  | Sindaco | [ 6 ] |
| 28 maggio 2002   | 15 maggio 2007   | Francesco Di Giorgio | Casa delle Libertà            | Sindaco | [ 6 ] |
| 15 maggio 2007   | 8 maggio 2012    | Francesco Di Giorgio | centro-destra                 | Sindaco | [ 6 ] |
| 8 maggio 2012    | 11 giugno 2017   | Giuseppe Ragusa      |                               | Sindaco | [ 6 ] |
| 11 giugno 2017   | in carica        | Francesco Di Giorgio | lista civica di centro-destra | Sindaco | [ 6 ] |

### Gemellaggi
- Chiclana de Segura[senza fonte]
- Montanaro[senza fonte]